# Kenji Kitahara
Kenji Kitahara (født 10. maj 1976) er en tidligere japansk fodboldspiller.
Han har spillet for flere forskellige klubber i sin karriere, herunder Omiya Ardija og Mito HollyHock.